# Асатру
Асатру (Ásatrú) е съвременно религиозно движение, вдъхновено от древното скандинавско езичество. Началото на движението е поставено през 19 век. В последните десетилетия то е в процес на възраждане, като основното му разпространение е в Северозападна Европа и САЩ.

## Исторически корени
Нордическата религия води началото си от праисторическата индоевропейска религия. По тази причина тя е родствена на останалите европейски предхристиянски религии, както и на ранния индуизъм. Нейните корени се смята, че са над 40 000 години, според думите на Stephan MacNallen, но реално са около преди 30-35 000 г.
Автентичните източници за скандинавската религия са изключително малко и твърде фрагментарни. Основни източници са т.нар. еди и саги, писани в Исландия в периода 1150–1400 г. Особено важна е поемата Хавамал (издадена на български език в превод от английски под названието „Словата на Один“, С., 2001, изд. „Шамбала“), която е писана в чест на бог Один. Други източници са фолклорът, обичаите и народната митология на скандинавските и германските народи.

## Етимология
Терминът асатру има старонорвежки произход и се състои от две понятия. Първото е Ása и означава рода Аезир, а второто понятие е trú и значи „истина, лоялност“.
Като синоним на Асатру, често се използват и термините Одинизъм и Форн сед